# Анархия (группа)
«Анархия» — сибирская панк-группа, созданная Олегом Судаковым (Манагер) и Егором Летовым. Первый «самостоятельный» проект «Манагера» Судакова после его ухода из «Гражданской обороны». Проект просуществовал около года и выпустил один альбом — «Паралич», в который вошли все песни Олега Судакова 1987 года. В 1989 году группа была переименована в  «Армию Власова» — под таким названием коллектив Манагера и Летова выступал на концерте памяти Дмитрия Селиванова. 

## История
Проект получил название «Анархия» из-за, вероятно, антикоммунистических текстов, написанных Судаковым. Музыку ко всем песням «Анархии» написал и сыграл Егор Летов. 

В записи альбомов принимал участие и барабанщик «Гражданской обороны» Аркадий Климкин: его барабаны звучат в песнях «Война» и «Заклинание» (песня с альбома «Армии Власова»). 
Альбом «Паралич», как и последовавший за ним альбом «Армии Власова», был записан в 1988 году и представлял собой сборник песен, отобранных лично Летовым «на его же собственный взыскательный вкус». Сам Манагер представлял себе записанные песни в несколько других аранжировках. 

### Песни «Анархии»
Некоторые песни «Анархии» отразились на всём тогдашнем «сибирском андеграунде»:
- Песня «Новобранцы» была написана Олегом Судаковым и посвящена Константину Рябинову, служившему на тот момент в армии. По словам самого Судакова, является одной из самых лучших его песен[2].
- Песня «Паралич», являющаяся заглавной песней альбома, была написана Олегом после того, как он увидел одного из своих родственников в состоянии паралича[3].
- Песня «Война», написанная Судаковым и Летовым, позже была перепета лично Летовым и вошла в репертуар «Гражданской обороны» в 1989 году. В том же году вышел альбом группы, где данная песня была заглавной.

## «Армия Власова»
Группа, образованная Манагером и Летовым в 1989 году, является продолжением «Анархии». 

Группа была названа в честь одноимённой песни авторства Судакова. По словам самого автора, песня была посвящена «любому пойманному судьбой человеку, который оказался в углу», а вовсе не Власову. Хотя мотив самой песни был «навеян» именно этой личностью.
В рамках проекта был записан одноимённый альбом, при переиздании он вышел в рамках дискографии «Анархии».
3 июня 1989 года в Новосибирске в ДК имени Чкалова состоялось выступление группы «Армия Власова» на Концерте Памяти Дмитрия Селиванова.
В сентябре 1989 года в ДК Железнодорожников (Тюмень) состоялось выступление группы «Армия Власова», запись которого попала в открытый доступ лишь в 2020 году.

## Участники группы
- Олег Судаков - вокал, гитара, автор музыки и текстов (1987-1989)
- Егор Летов - гитара, бас, нойз, ударные, автор музыки (1987-1989)
- Константин Рябинов - бас-гитара (1989)
- Аркадий Климкин — бэк-вокал, ударные (1988-1989)

## Дискография
- 1988 — «Паралич»
- 1989 — «Армия Власова»

Альбом «Армия Власова» был изначально записан как альбом группы «Армия Власова». Затем, как альбом группы «Армия Власова» он издавался в составе своего рода сплита групп «Анархия» и «Армия Власова» «Паралич по анархии». В 2008 году он был издан как альбом группы «Анархия».